# Hotel Club Francés
L'Hotel Club Francés est un hôtel argentin situé à Buenos Aires. Installé dans un bâtiment construit en 1866, cet établissement est membre des Historic Hotels Worldwide depuis 2013. 